# Borovac
Borovac es una localidad de Croacia en el ejido de la ciudad de Novska, condado de Sisak-Moslavina.

## Geografía
Se encuentra a una altitud de 122 m s. n. m. a 121 km de la capital nacional, Zagreb.

## Demografía
En el censo 2021, el total de población de la localidad fue de 180 habitantes.
| Gráfica de población de Borovac 1857-2021                           |
|                                                                     |
| Según los censos de población de la oficina estadística de Croacia. |